# Samnium
Samnium (italiensk: Sannio; oskisk: Safinim) er et latinsk eksonym for en region i det sydlige Italien, som i antikken var beboet af samniterne. Deres egne endonymer var Safinim for landet (fundet i inskription) og Safineis for folket. Sproget for disse endonymer og befolkningen var oskisk. Det var dog ikke alle samniterne, der talte oskisk, ligesom ikke alle de oskisk-talende boede i Samnium.
En præcis definition af Samniums grænser kan ikke findes fra antikkens kilder. Desuden varierer de områder, som det omfattede, og var afhængigt af den pågældende tidsperiode. De vigtigste konfigurationer er de grænser, som regionen havde under de oskisk-talernes storhedstid, fra omkring 600 f.Kr. til omkring 290 f.Kr., inden regionen endeligt blev absorberet af den romerske republik .
Det oprindelige territorium for Samnium må ikke forveksles med det senere territorium af samme navn. Roms første kejser, Augustus, delte Italien i 11 regioner. Selvom disse enheder kun tjente administrative formål og blev identificeret med eneste tal, er Regio IV af forskere konvention blevet døbt "Samnium". Det antikke Samnium var faktisk blevet opdelt i tre af Augustus' regioner.

## Etymologi
Oprindelsen af navnet Samnium anses generelt for at være en form af navnet på sabinerne, som var et umbrisk folk. Fra Safinim, Sabinus, Sabellus og Samnis kan en indoeuropæisk rod udvindes, * sabh-, som bliver til Sab- i latinsk-falisk og saf- i oskisk-umbrisk: Sabini og *Safineis. Sabinernes eponyme gud, Sabus, synes at støtte denne opfattelse.